# 河南开封科技传媒学院
河南开封科技传媒学院，是位于河南省开封市的一所民办普通高等学校。

## 历史
2003年，河南大学在开封市成立独立学院河南大学民生学院，学院新校区与河南大学金明校区毗邻。2009年河南大学与河南日报报业集团签订合作协议，共建民生学院。
2020年12月24日，教育部发展规划司发布《关于拟同意设置本科高等学校的公示》，拟定同意河南大学民生学院转设为民办普通高等学校河南开封科技传媒学院。2021年2月2日，经中华人民共和国教育部批准，原属河南大学管理的独立学院河南大学民生学院脱离该校管理，并转设为民办普通高等学校河南开封科技传媒学院，由河南日报报业集团有限公司全资持有。

## 校园
学院目前设有人文学院、商学院、理工学院、医学院、艺术与传媒学院、基础学院共计6个二级分院、46个本科专业，涵盖文、理、工、经、管、法、医、教育、艺术9大学科门类，拥有1个省级重点学科、4个省级特色专业，在校生1.5万余人。学院任课教师中，教授和副教授占57%，具有博士和硕士学位的占83.47%。在河南日报社、河南佳瑞特实业集团、北京天一文化有限公司等近百家企业建立有实习（实训）基地。

## 荣誉
- 2008年 综合实力20强独立学院
- 2008年 中国十大品牌独立学院
- 2010年 全国先进独立学院
- 2011年 河南发展最快的院校